# Jemari (J.K. Nagar Township)
Jemari (J.K. Nagar Township) (ook wel Jaykaynagar genoemd) is een census town in het district Paschim Bardhaman van de Indiase staat West-Bengalen.

## Demografie
Volgens de Indiase volkstelling van 2001 wonen er 14.087 mensen in Jemari (J.K. Nagar Township), waarvan 55% mannelijk en 45% vrouwelijk is. De plaats heeft een alfabetiseringsgraad van 62%.